# Referéndum autonómico de Bolivia de 2008
El referéndum autonómico en Bolivia se realizó en varias etapas para aprobar o rechazar un Estatuto de Autonomía para cuatro departamentos bolivianos, comenzando el domingo 4 de mayo de 2008 en el Departamento de Santa Cruz y para el mes de junio en los departamentos de Tarija, Beni y Pando. El gobierno del presidente Evo Morales y la Corte Nacional Electoral han denunciado la ilegalidad de la consulta refrendaría.
Si bien cada departamento tendrá un Estatuto Autonómico separado, todos coinciden, según sus proponentes reconocerán como norma suprema la Constitución de Bolivia. Con estos estatutos se preteden crear organismos e instituciones por medio de un Gobierno Departamental que haría desaparecer las prefecturas y una Asamblea Legislativa que sustituirá al Consejo Departamental; entre los puntos más controvertidos del proyecto estarían el control sobre las tierras e hidrocarburos de sus regiones, aunque en Pando y Tarija esto no se contempla, ya que esa asamblea tendrá la función de legislar y no solo de fiscalización como la mantenía el consejo. el estatuto restaría en total 41 atribuciones al gobierno central. De ser aprobados los estatutos se abre la posibilidad para la revocatoria de mandato de los gobernadores y se aplicaría la segunda vuelta electoral.

## Referéndum en Santa Cruz
La Corte Departamental Electoral convocó a 935.527 ciudadanos para participar en el referéndum, las votaciones comenzaron a las 8:00 y cerraron a las 21:00 en un total de 357 centros que contaron con 5.200 jurados. En horas de la noche al conocerse los resultados que daban como ganador la opción del Sí hubo algunas concentraciones para celebrar la victoria, mientras que el gobierno central dijo que solo representaba un rotundo fracaso porque estimaron una abstención entre el 40 y 50%, El Estatuto debería entrar en vigencia el 26 de mayo. 
Previo a la realización del referendo de 2008, en 2004 se había instalado un cabildo en favor a la autonomía, luego el 2 de julio se realiza un referéndum para consultar a los ciudadanos la posibilidad de establecer un régimen de autonomía departamental una vez fuera promulgada la nueva constitución boliviana y a finales de ese año se creó el Consejo Preautonómico, el 18 de febrero de 2005 se le solicita a la Corte Nacional Electoral un referéndum autonómico pero la posibilidad es negada. El 15 de diciembre de 2006 los cuatro departamentos involucrados convocan al Cabildo del Millón amenazando con crear sus estatutos si la Asamblea Constituyente no cumple con las propuestas de autonomía para las regiones bolivianas.

### Pregunta
¿Decide usted la ratificación y puesta en vigencia del Estatuto del Departamento Autónomo de Santa Cruz, aprobado el 15 de diciembre de 2007 por la Asamblea Provisional Autonómica para que de manera inmediata se constituya en la norma institucional básica del departamento y sea de cumplimiento obligatorio para todos los que habitan y ejercen la función pública en el departamento?

### Resultados
La Corte Nacional Electoral ha manifestado que los resultados no serán considerados válidos, basándose en el artículo 12 de la Ley de Referéndum que establece que Corresponde a la Corte Nacional Electoral organizar y ejecutar el referéndum, y escrutar y declarar sus resultados. Aplicará en lo pertinente las disposiciones del Código Electoral.
| Opción |               |       |
| ------ | ------------- | ----- |
| Si     | 477.872 votos | 85,6% |
| No     | 80.380 votos  | 14,4% |

## Referéndum enBeniyPando
Según fuentes de la oposición, Beni y Pando aprobaron su autonomía, con el 82.4% y el 85.8% respectivamente.[cita requerida]

## Referéndum enTarija
En el departamento de Tarija se llevó a cabo el 22 de junio, aprobando su autonomía con un 80% a favor.[cita requerida]